# Landgericht Aschaffenburg (älterer Ordnung)
Das Landgericht Aschaffenburg war ein von 1814 bis 1879 bestehendes bayerisches Landgericht älterer Ordnung mit Sitz in Aschaffenburg. Die Landgerichte waren im Königreich Bayern Gerichts- und Verwaltungsbehörden, die 1862 in administrativer Hinsicht von den Bezirksämtern und 1879 in juristischer Hinsicht von den Amtsgerichten abgelöst wurden.
Nach den Entschließungen vom 30. Juni 1828 sowie vom 8. und 14. Januar 1829 wurde das Landgericht Kaltenberg aufgelöst und sein Gebiet auf die Landgerichte Aschaffenburg und Alzenau und das Herrschaftsgericht Krombach aufgeteilt.
Am 3. September 1858 wurde das Landgericht Schöllkrippen neu gebildet. Aus dem Landgerichtsbezirk Aschaffenburg wurden diesem Eichenberg, Feldkahl und Rottenberg angegliedert.
Das Landgericht Aschaffenburg umfasste daraufhin die folgenden Gemeinden: Bessenbach, Damm, Dörrmorsbach, Gailbach, Glattbach, Goldbach, Großostheim, Grünmorsbach, Haibach, Hösbach, Johannesberg, Keilberg, Kleinostheim, Leider, Mainaschaff, Oberafferbach, Oberbessenbach, Obernau, Sailauf, Schweinheim, Steinbach, Stockstadt a.Main, Straßbessenbach, Unterafferbach, Wenighösbach, Winzenhohl.